# 스말링에를란트

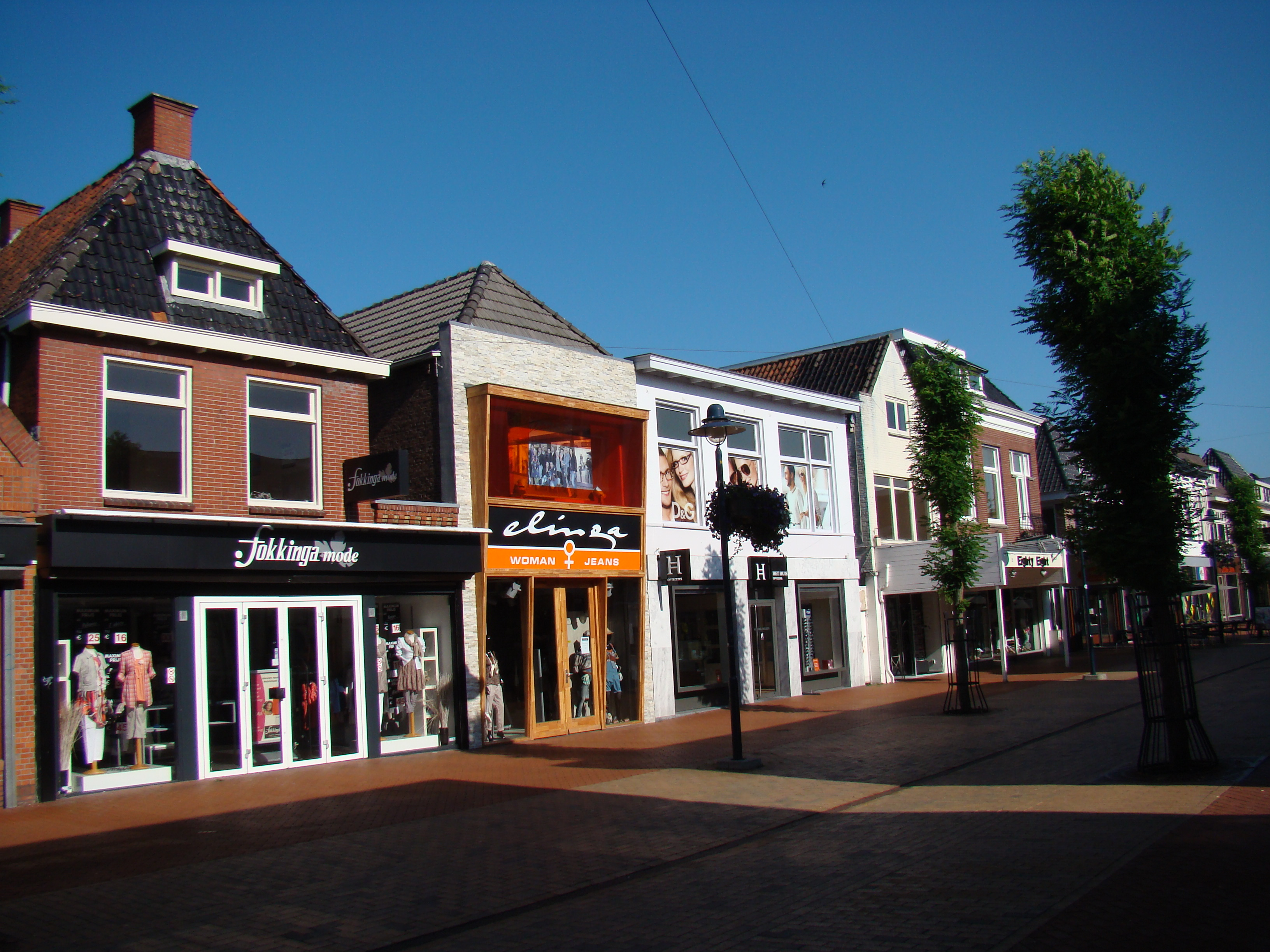
스말링에를란트

스말링에를란트의 위치

스말링에를란트(네덜란드어: Smallingerland, 서프리슬란트어: Smellingerlân)는 네덜란드 프리슬란트주의 도시로 면적은 126.17km2, 높이는 1m, 인구는 55,505명(2014년 5월 기준), 인구 밀도는 469명/km2이다.

시기
시 문장